# Ларка, Андрес
А́ндрес Я́анович Ла́рка (эст. Andres Larka; 5 марта 1879, Пиллистфер, Каббальская волость, Феллинский уезд, Лифляндская губерния, Российская империя — 8 января 1943, Малмыж, Кировская область, РСФСР, СССР) — офицер русской армии, затем эстонский военный и политический деятель, генерал-майор (1918).

## Ранние годы
Андрес Ларка родился в лютеранской крестьянской семье. Отец — Яан Ларка (при рождении Лярка (эст. Jaan Lärka), затем Ларка), мельник; мать — Мари Ларка (урожд. Теддер). Получил образование в Лаэваской волостной школе, Пилиствереской церковно-приходской школе и в Александровской городской гимназии в Оберпалене. Затем добровольцем вступил в армию и учился в Псковском кадетском корпусе. Окончил Виленское военное училище (1902) и Николаевскую академию Генерального штаба (1912).

## Офицер русской императорской армии
По национальности эстонец. Во время службы в русской армии использовал русифицированное имя, отчество и фамилию — Андрей Иванович Ларко. Служил в 113-м пехотном Старорусском полку. Участник русско-японской войны в составе 117-го пехотного Ярославского полка, после которой вернулся в Старорусский полк. После окончания Академии Генштаба служил в Виленском военном округе. Участник Первой мировой войны, воевал в Восточной Пруссии и Польше, затем на Румынском фронте. Служил в штабе 5-го Сибирского корпуса, был начальником штаба 159-й стрелковой дивизии.

## Эстонский военачальник

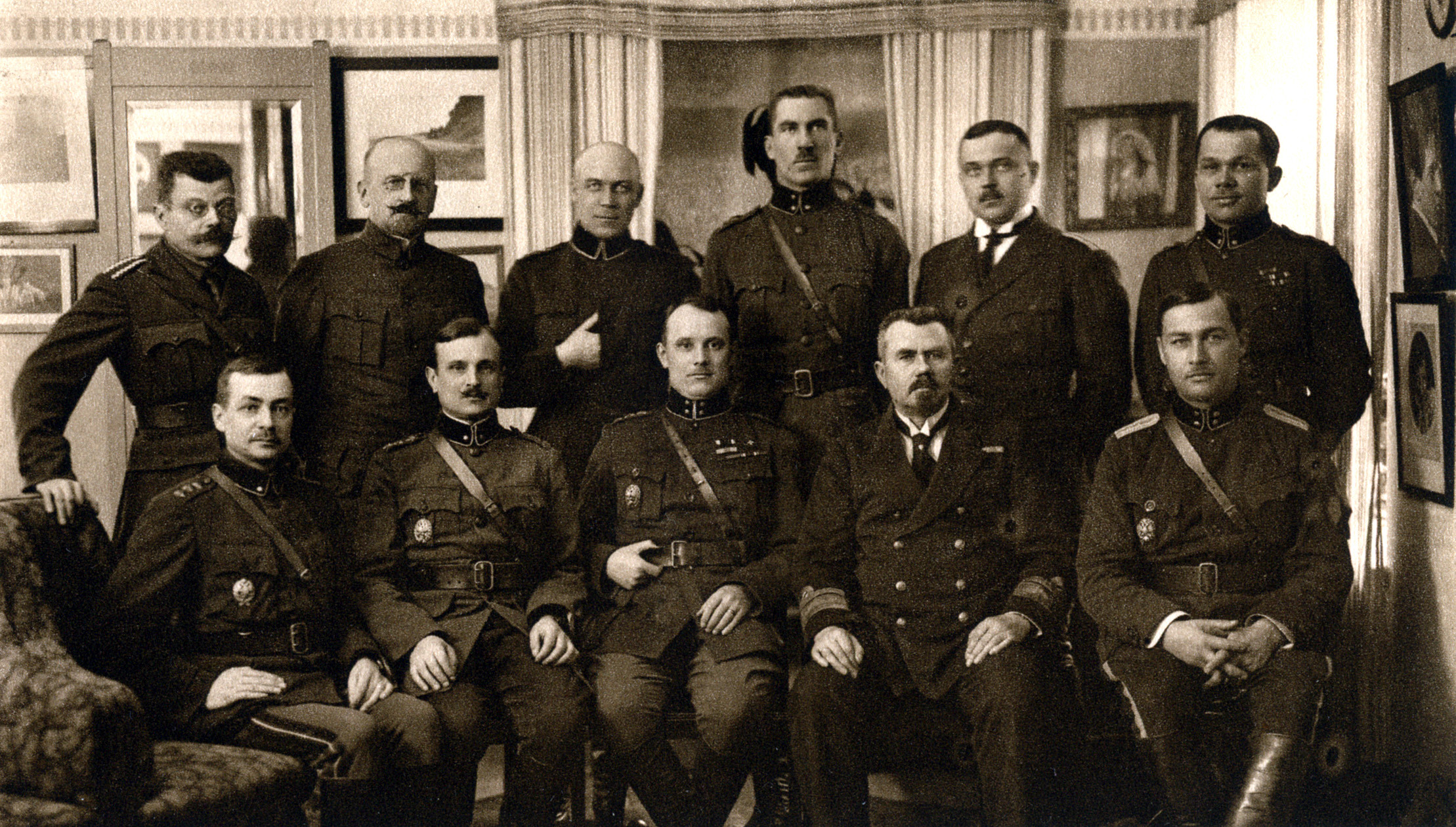
Главное командование эстонской армии в 1920 году, слева вверху: генерал-майор Эрнест Пыддер, доктор Артур Лоссманн, генерал-майор Александр Тыниссон, полковник Карл Партс, полковник Виктор Пушкарь, полковник Яан Ринк. Слева внизу: генерал-майор Андрес Ларка, генерал-майор Яан Сотс, главнокомандующий генерал-лейтенант Йохан Лайдонер, адмирал Йохан Питка и полковник Рудольф Рейманн

С 1918 года служил в эстонской армии, сформировал и возглавил артиллерийскую бригаду в Хаапсалу. С февраля 1918 года — военный министр Временного правительства Эстонии, один из основателей армии Первой Эстонской республики. Активно участвовал в создании военизированной организации «Кайтселийт». Его деятельность вызвала недовольство немецких оккупационных властей, и в сентябре 1918 года Ларка был вынужден уехать в Финляндию. В октябре 1918 года агитировал в Стокгольме и Копенгагене за признание независимости Эстонии. В ноябре 1918 года вернулся в Эстонию. В ноябре — декабре 1918 в качестве военного министра и начальника Генерального штаба руководил военными действиями эстонской армии. С 1 февраля 1919 по 1 января 1925 — заместитель военного министра. Награждён Крестом Свободы первого класса первой степени.
Заболев туберкулёзом, ушёл в отставку и уехал в Швейцарию. После успешного лечения вернулся в Эстонию.

## Политик

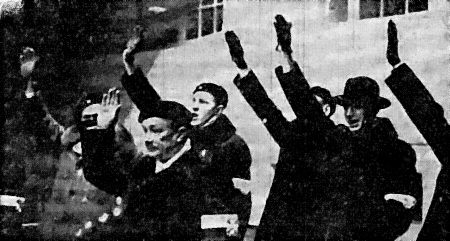
Ларка с участниками Союза вапсов исполняют римский салют, 1934

С 1928 года участвовал в политической деятельности. С 1930 года — председатель правления Эстонского союза участников Освободительной войны (Союза вапсов), который из ветеранской организации трансформировался в праворадикальную политическую силу, завоевавшую значительную популярность в обществе за счёт популистских лозунгов и критике политического истеблишмента. В 1933 году союз был распущен, но вскоре была сформирована организация-преемник (Движение участников Освободительной войны), которая сохранила и наращивала политическое влияние. В октябре 1933 года радикальный и авторитарный проект Конституции Эстонии, предложенный вапсами, был одобрен на референдуме (ранее два проекта, выдвинутых традиционными политическими силами, были отклонены на референдумах). Реальным лидером вапсов был адвокат Артур Сирк, а фигура Ларки придавала движению солидность.
В 1934 году баллотировался на пост государственного старейшины (главы государства) Эстонии вместе с Константином Пятсом, Йоханом Лайдонером и Аугустом Реем. К 21 марта Ларка собрал 62 270 подписей в свою поддержку, что было почти в два раза больше, чем у других кандидатов вместе взятых. Однако выборы не состоялись из-за государственного переворота, организованного Пятсом и Лайдонером. Союз вапсов был запрещён, и хотя Ларка не был арестован, решением Военного окружного суда в мае 1935 года он был приговорен к году лишения свободы условно. В дальнейшем вновь был арестован, а в мае 1936 года приговорен к 15 годам принудительных работ (по обвинению в антиправительственном заговоре). Освобожден по амнистии в декабре 1937 года. В июне 1939 года он вновь обрел право на ношение Креста Свободы. После освобождения из тюрьмы в 1937 году отошёл от политической деятельности.
В 1934 году, по случаю 55-летия Андреса Ларки Правление Эстонского союза участников Освободительной войны учредил «Фонд помощи имени генерала А. Ларки», оказывавший помощь тем, кто «пострадал в борьбе за идеалы Народного движения борцов за свободу». Первые пожертвования в созданный капитал внесли сам Андрес Ларка (250 крон) и Артур Сирк (100 крон).

## Арест советскими властями и гибель
После присоединения Эстонии к СССР, 23 июля 1940 года Ларка был арестован органами НКВД в Таллине. В июне 1941 года приговорён к 8 годам лагерей и 3 годам колонии-поселения с конфискацией всего имущества (ст. 58 УК РСФСР). Умер в заключении 8 января 1943 года. Место захоронения неизвестно.

## Награды
- Oрден Святого Станислава 3-й ст. (1905)
- Oрден Святой Анны 3-й ст. (19.05.1912)
- Oрден Св. Анны 4-й ст. с надписью «За храбрость» (ВП 17.01.1915)
- Mечи и бант к ордену Святого Станислава 3-й ст. (ВП 17.01.1915)
- Mечи и бант к ордену Святой Анны 3-й ст. (ВП 28.02.1915)
- Oрден Святого Станислава 2-й степени с мечами (01.08.1916)
- Крест Свободы I класс 1-я степень (23.02.1920)
- Памятный знак Эстонского Красного Креста (02.06.1921)
- Орден Эстонского Красного Креста I класс 2-я степень (16.02.1928)
- Орден Орлиного креста 1-я степень с мечами (06.06.1930)